# لماذا نحن الرجال الصالحون؟
لماذا نحن الرجال الصالحون؟: استعادة عقلك من أوهام الدعاية هو كتاب لعام 2012 لمؤلف الحملة الإعلامية البريطانية والكاتب ديفيد كرومويل، المحرر المشارك لموقع ميديا لنز.

## خلفية
باستخدام نموذج الدعاية الذي طوره إدوارد س. هيرمان ونوم تشومسكي، ينتقد كرومويل الافتراض الكامن بأن العالم الغربي متفوق ومدافع كبير عن حقوق الإنسان. يحلل الكتاب الحسابات المعيارية حول «السياسة الخارجية وتغير المناخ والصراع المستمر بين سلطة الدولة والشركات والديمقراطية الحقيقية». يناقش الكتاب التلاعب الأمريكي بالحكومة البريطانية لمنع تأميم الصناعة وحرب العراق ورد فعل وسائل الإعلام عليها ويوجه اتهامات بالنفاق الغربي، خاصة بشأن إيران. ينتقد الكتاب بشدة فشل وسائل الإعلام الرئيسية في محاسبة السلطة، سواء كانت حكومية أم عسكرية أم تجارية. كرومويل هو المحرر المشارك لموقع ميديا لنز، ويناقش جزء من الكتاب تأسيس ميديا لنز في عام 2001 والنضال من أجل نشر صحافة مستقلة.

## استقبال
في أخبار السلام، أثنى باسكال أنسيل على الكتاب الذي أثنى على «الأمثلة القوية» لحججها. تلقت مراجعة مختلطة في رد بيبر(فلفل أحمر)، حيث لاحظ المراجع ريتشارد جولدينج أنه «في بعض الأحيان يتم الكشف عن معلومات فتح العين». وانتقد صاحب البلاغ لعدم النظر في مزاعم الاغتصاب ضد جوليان أسانج بينما يتهم كرومويل وسائل الإعلام بمحاولة «إسكات أو تشويه» مؤسس ويكيليكس. تمت مراجعة الكتاب أيضًا بواسطة نجم الصباح(Morning Star) والصدى اليومي الجنوبي(Southern Daily Echo).